# Astetholea denticollis
Astetholea denticollis är en skalbaggsart som beskrevs av Fauvel 1906. Astetholea denticollis ingår i släktet Astetholea och familjen långhorningar. Inga underarter finns listade.